# Reichsbürgerbeweging

De vlag van Duitsland tussen 1871 en 1918, die soms bij manifestaties van de Reichsbürgerbeweging wordt gebruikt

De Reichsbürgerbeweging is een rechtsextremistische beweging die de moderne Duitse staat, de Bondsrepubliek Duitsland, niet erkent en terug wil naar het Duitse Rijk. De beweging beweert dat Duitsland geen onafhankelijke staat is, maar een construct dat na de Tweede Wereldoorlog door de geallieerden is gecreëerd. Ze vinden dat het huidige democratische bestel door de geallieerde bezettingsmachten is opgedrongen. 
Aangezien de Reichsbürger menen dat de Bondsrepubliek niet legitiem is, vinden ze dat ook de wetten in het land niet geldig zijn. Veel Reichsbürger accepteren daarom bijvoorbeeld de autoriteit van officiële instanties zoals de politie niet. Ook komt het voor dat Reichsbürger zich niet aan verkeersregels houden en dat zij geen belasting betalen. Daarnaast weigeren sommige ouders om hun kinderen naar school te sturen.

## Geschiedenis
De ideologie van de Reichsbürger is na de oorlog uitgewerkt door Manfred Roeder. In de jaren 60 stelde hij dat het Duitse Rijk nooit was vergaan en dat de Bondsrepubliek illegaal zou zijn. Dit omdat de Bondsrepubliek nooit na een vredesverdrag tot stand zou zijn gekomen. De Reichsbürgerbeweging kreeg vorm in de jaren 80.
In 2022 schatten Duitse inlichtingendiensten het aantal aanhangers van de beweging op ongeveer 23.000 mensen. Volgens de Duitse minister van Binnenlandse Zaken Nancy Faeser zou dit een stijging zijn van 9,5 procent in vergelijking met het jaar daarvoor.
Op 7 december 2022 werden 25 mensen opgepakt, onder wie Prins Heinrich XIII, voor betrokkenheid bij plannen voor een staatsgreep. Zij worden ervan beschuldigd lid te zijn van een binnenlandse terroristische beweging die de Duitse staat omver wil werpen.
In januari 2023 klaagde het Duitse Openbaar Ministerie vijf Reichsbürger aan voor hoogverraad. Door middel van een aanslag op het elektriciteitsnet en de ontvoering van een minister zou de groep een burgeroorlogachtige situatie hebben willen creëren. Hun doel zou zijn om de regering te laten vallen.
In november 2023 werden er in 20 woningen, verdeeld over 8 deelstaten, invallen gedaan door de Duitse politie. Hierbij werden onder andere computers, telefoons en een vuurwapen in beslag genomen. Een onbekend aantal verdachten tussen de 25 en 74 jaar oud werd aangehouden.